# Meristogenys orphnocnemis
Meristogenys orphnocnemis är en groddjursart som först beskrevs av Matsui 1986.  Meristogenys orphnocnemis ingår i släktet Meristogenys och familjen egentliga grodor. IUCN kategoriserar arten globalt som livskraftig. Inga underarter finns listade i Catalogue of Life.